# Labrisomus fernandezianus
Labrisomus fernandezianus är en fiskart som först beskrevs av Guichenot, 1848.  Labrisomus fernandezianus ingår i släktet Labrisomus och familjen Labrisomidae. Inga underarter finns listade i Catalogue of Life.